# Histoire économique de l'Azerbaïdjan
 (août 2018).
Si vous disposez d'ouvrages ou d'articles de référence ou si vous connaissez des sites web de qualité traitant du thème abordé ici, merci de compléter l'article en donnant les références utiles à sa vérifiabilité et en les liant à la section « Notes et références ».
L' histoire économique de l'Azerbaïdjan rend compte du développement de l'économie azerbaïdjanaise du début du XXe siècle jusqu'à l'économie moderne de la République d'Azerbaïdjan.

## Années de RDA
Le gouvernement de la République démocratique d'Azerbaïdjan travaille de 1918 à 1920 à restaurer l'économie azerbaïdjanaise, en déclin à la suite du renversement du tsarisme.
En 1919, le budget de l’État d'Azerbaïdjan s’élève à 665 millions de manats. La plus grande partie est reconstituée en vendant du pétrole et en prélevant de l'impôt sur les bénéfices, alors de 30 %. Les taxes d'accise sur la vente de vin, de tabac et de pétrole constituent d'autres sources de recettes fiscales. L'exportation du pétrole azerbaïdjanais diminue considérablement après la révolution en Russie.
En raison de la fermeture du marché du Nord en 1919, seulement 600 000 tonnes de pétrole sont exportées à partir des 3,6 millions de tonnes de pétrole produites. L'exportation de pétrole vers l'Europe devient possible uniquement après la restauration de l'oléoduc Bakou-Batoumi en 1919 et la construction du chemin de fer Bakou-Djoulfa.
Dans les années 1918-1920, la République démocratique d'Azerbaïdjan opère quelques changements dans la structure administrative et territoriale du pays et réorganise les affaires financières du pays.

## Période de l'URSS
Pendant les années 1920-1939, la réforme de la structure économique du pays se poursuit lentement.
Les principaux secteurs économiques restent le pétrole, le gaz, la chimie, les industries légères, la transformation des aliments, et la construction de machines.
Dans les premières années après la Seconde Guerre mondiale, toutes les branches de l'économie sont adaptées aux exigences de la période de paix. Dans les années 1950 et 1960, le développement de l'industrie azerbaïdjanaise s'intensifie, les structures régionales et sectorielles sont améliorées.
Des usines importantes, pour la production de tuyaux, la synthèse d'aluminium et de caoutchouc à Soumgayit, la fonderie d'aluminium de Gandja, l'épuration de Daşkəsən, la centrale hydroélectrique de Mingachevir, etc. sont construites pour l'industrie azerbaïdjanaise.

## Depuis l'indépendance
Depuis l'indépendance du pays en 1991, la République d'Azerbaïdjan s'est engagée dans une politique indépendante dans le domaine de l'économie.
Après la dissolution de l'Union soviétique, l'économie de l'Azerbaïdjan est gravement endommagée. Le taux de pauvreté atteint 49 % en 2001. Plus tard, le revenu national brut (RNB) de l'Azerbaïdjan s'élève à 7 350 dollars (2013) par habitant, le PIB par habitant à 7 912,5 dollars (2013) et le taux de pauvreté à 5 % en 2013.
L'exploitation des ressources en hydrocarbures joue un rôle essentiel dans le développement économique de l'Azerbaïdjan. Le nombre d'accords avec des sociétés étrangères et des investissements étrangers contribue également à l'économie de l'État.
La transition vers l'économie de marché en adoptant des réformes pertinentes est également l'un des principaux objectifs de la politique économique.
En 1994, l'un des importants contrats pétroliers est signé entre l'Azerbaïdjan et 13 grandes compagnies pétrolières, représentant 8 pays du monde. Cet accord entre dans l'histoire comme le contrat du siècle. Un contrat est signé à Bakou entre BP, Statoil, LUKAgip, Elf Aquitaine (aujourd'hui TOTAL), OIEC (Iran) (maintenant NICO), TPAO et SOCAR sur la structure prometteuse du champ de gaz condensé de Shah Deniz en 1996.
En 1999, l'oléoduc Bakou-Soupsa est mis en service, construit dans le cadre du contrat pour le développement des champs Azeri-Chirag-Gunashli.
En 2005, le gouvernement décide de réévaluer le manat au taux de 5 000 à 1 nouveau manat (AZN). En 2005-2010, les taux de croissance annuels moyens du PIB « pétrolier » sont plus de 3,5 fois plus élevés que ceux du PIB « hors pétrole ». La part du secteur pétrolier dans le PIB du pays pour cette période passe de 39 à 60 %.
Les prêts bancaires et les mesures d'incitation du gouvernement contribuent à la croissance rapide des industries non pétrolières. Une croissance significative dans le secteur de la construction et des services conduit à ce qu'en 2010, le secteur non pétrolier de l'économie azerbaïdjanaise dépasse l'industrie pétrolière en termes de taux de croissance.
Selon les estimations du Forum économique mondial de Davos, l'économie de l'Azerbaïdjan se classe alors au 38e rang mondial pour le niveau de compétitivité.